# Phloiotrya granicollis
Phloiotrya granicollis là một loài bọ cánh cứng trong họ Melandryidae. Loài này được Seidlitz miêu tả khoa học năm 1898.